# JouwWeb
JouwWeb is een in Nederland gevestigde websitebouwer die zich richt op het bieden van eenvoudige ontwerptools. Via JouwWeb kunnen websites gemaakt worden, inclusief .nl-domeinnaam en mailbox. De onlinedienst is speciaal ontwikkeld voor beginners die graag een portfolio, webwinkel of kleine website op willen zetten.
JouwWeb komt uit Eindhoven en is opgericht door Wouter Twisk en Roel van Duijnhoven. Het idee van JouwWeb is voortgekomen uit een bedrijf dat Twisk eerder had opgezet, genaamd JouwPagina. Hiermee konden mensen een eigen startpagina maken. Het idee om een volwaardige website te maken is daaruit vrij snel ontstaan.

## Gebruikersaantallen
De coronapandemie zorgde voor veel nieuwe klanten bij JouwWeb. In 2020 verdubbelde het aantal gebruikers tot 50.000. In 2022 steeg het aantal klanten naar 100.000.

## Buiten Nederland
Sinds 2020 richt het platform zich onder de naam Webador op de Europese markt. Naast Nederland is het bedrijf actief in Duitsland, Oostenrijk, Zwitserland, Engeland, Ierland, Spanje, Frankrijk, België, Zwitserland, Mexico en de Verenigde Staten.

## Awards
In november 2023 won JouwWeb opnieuw de award voor Most Sustainable Grower van de Deloitte Technology Fast 50. JouwWeb stond voor het vijfde jaar op rij op de ranglijst en ontving voor de tweede keer op rij deze award.
GoDaddy · Jimdo · JouwWeb · SITE123 · Strato · Squarespace · Web.com · Webflow · Weebly · Wix · WordPress.com